# 藏尼鹽糧交易
藏尼鹽糧交易，是一條古老的鹽業貿易路線，從青藏高原到尼泊爾中部丘陵，再通往印度。1950年西藏解放和1962年中印戰爭後，貿易格局發生變化，因來自印度的食鹽湧入，藏尼舊貿易路線的使用逐漸減少。

## 背景
縱觀歷史，尼泊爾人和西藏人通過許多山口進行貿易。兩種最重要的貿易商品是來自西藏湖泊（例如納木措）的食鹽和來自尼泊爾中部山區的稻米。幾個世紀以來，尼泊爾的糧食和其他農產品與西藏的鹽和羊毛的易貨貿易形成了傳統上由各種藏語社區掌握的貿易基礎，如康巴人，他們用鹽、羊毛、家畜或中國的產品交換尼泊爾的農產品和印度的生活用品。
西藏多鹽少米，尼泊爾南部多米少鹽。交易者可以解決這個問題，他們從西藏運來的鹽越遠，它就變得越有價值。當印度–尼泊爾邊界出現來自印度的海鹽時，鹽的價格下降了。游牧商人通過購買印度鹽來適應，並在尼泊爾低地的營地中過冬。在這裡，他們用羊毛製作毯子，與村民交易毯子和鹽，以換取稻米。3月，他們將北上，綿羊和山羊扛著稻米，犛牛扛著家當。雪完全融化後，他們穿過山口。8月抵達普蘭，以米換藏鹽，次月啟程南行。
1950年代，中國在青藏高原上修建了高速公路，允許從內地運來小麥和稻米供西藏的游牧民族消費。與此同時，在尼泊爾，更便捷的道路意味著來自印度的含碘食鹽變得越來越普遍。由於對所攜帶的產品的需求減少，傳統的跨境貿易變得不那麼經濟。在1980年代這種貿易事實上已結束。